# Inga jimenezii
Inga jimenezii är en ärtväxtart som beskrevs av Nelson A. Zamora. Inga jimenezii ingår i släktet Inga och familjen ärtväxter. IUCN kategoriserar arten globalt som starkt hotad. Inga underarter finns listade i Catalogue of Life.